# Liste der Kulturdenkmale in Witzeeze
In der Liste der Kulturdenkmale in Witzeeze sind alle Kulturdenkmale der schleswig-holsteinischen Gemeinde Witzeeze (Kreis Herzogtum Lauenburg) und ihrer Ortsteile aufgelistet (Stand: 14. April 2025).

## Legende
In den Spalten befinden sich folgende Informationen:
- Objekt-ID: die Nummer des Kulturdenkmales
- Lage: die Adresse des Kulturdenkmales und die geographischen Koordinaten. Kartenansicht, um Koordinaten zu setzen. In der Kartenansicht sind Kulturdenkmale ohne Koordinaten mit einem roten Marker dargestellt und können in der Karte gesetzt werden. Kulturdenkmale ohne Bild sind mit einem blauen Marker gekennzeichnet, Kulturdenkmale mit Bild mit einem grünen Marker.
- Offizielle Bezeichnung: Bezeichnung des Kulturdenkmales
- Beschreibung: die Beschreibung des Kulturdenkmales
- Bild: ein Bild des Kulturdenkmales

## Sachgesamtheiten
| Objekt-ID      | Lage | Offizielle Bezeichnung          | Beschreibung | Bild            |
| -------------- | --- | ------------------------------- | --- | --------------- |
| 34819          | An der Schleuse 1, An der Schleuse (53° 27′ 9″ N, 10° 37′ 25″ O)                                                          | Schleuse des Elbe-Lübeck-Kanals | Schleuse des Elbe-Lübeck-Kanals; 1899/1900, Bauingenieur Ludwig Hotopp u.a.; Ensemble bestehend aus Kammerschleuse nach dem Hotopp’schen Prinzip, backsteinernem Steuerhaus am Schleusenunterhaupt, einer Kanalbrücke mit Stahlfachwerkträgern von 1949, zwei dreieckigen Ausgleichsbecken östlich des Schleusenoberhaupts und dem backsteinernen Wohnhaus des Schleusenmeisters östlich der Schleuse - Begründung: geschichtlich, technisch, Kulturlandschaft prägend - Schutzumfang: Kanalschleuse, Kanalbrücke, Ausgleichsbecken (An der Schleuse), Schleusenmeisterhaus, Steuerhaus (An der Schleuse 1) | Fotos hochladen |
| 23529          | Dorfstraße 23, 23a (53° 27′ 5″ N, 10° 36′ 19″ O)                                                                          | Hofanlage Krafft-Bruhn          | Hofanlage Krafft-Bruhn; gegründet 1690, Zusammenlegung von zwei Vollhufnerstellen 18. Jahrhundert, Gebäude 19. Jahrhundert; Dreiseithof aus Fachhallenhaus, Deputathaus, Scheune, Stall, Backhaus; Hofpflaster, zwei Hausbäumen (Linden); Feldsteinmauer mit Einfahrtspfeilern - Begründung: geschichtlich, städtebaulich, Kulturlandschaft prägend - Schutzumfang: Fachhallenhaus, zwei Hausbäume (Linden), Hofpflaster, Backhaus, Scheune, Stall (Dorfstraße 23), Deputathaus (Dorfstraße 23a) - Anmerkung: geschützt war bis Februar 2025 auch ein grottenartige Sitznische | BW              |
| 55058 Wikidata | Dorfstraße 5, 8-10, 14, 17, 18, 20, 22, 23-23a, 24a, 24, 25, 26, 28, 29, 30, 31, Dorfstraße (53° 27′ 4″ N, 10° 36′ 23″ O) | Dorfstraße Witzeeze             | Dorfstraße Witzeeze; 19.-20. Jahrhundert; Dorfstraße mit Feldsteinpflaster und Sommerweg, beidseitig eingegrenzt von den Feldsteinmauern und -portalen der Hofanlagen Dorfstraße 14, 17, 18, 20, 22, 23-23a, 24, 25, 26, 29, 30, 31, der Grundstücke Dorfstraße 5 und 8-10, Feldsteinböschung mit der Dorfschulzenkoppel Dorfstraße 28; Lindenreihe in der Dorfmitte und am Festplatz - Begründung: geschichtlich, städtebaulich, Kulturlandschaft prägend - Schutzumfang: Dorfstraße mit Feldsteinpflaster und Sommerweg mit Lindenreihe Dorfmitte, Lindenreihe am Festplatz (Dorfstraße), Feldsteinmauer, Sockel (Dorfstraße 5), Feldsteinmauer (Dorfstraße 8-10, 14, 18, 20, 26, 29, 30), Feldsteinmauer mit Portalpfeilern (Dorfstraße 17, 31), Feldsteinmauer, Eisenzaun (Dorfstraße 22), Feldsteinmauer mit Einfahrtspfeilern (Dorfstraße 23-23a), Einfriedung mit gemauerten Granitpfeilern, zwei Einfahrtssteine (Dorfstraße 24a), Einfahrtspfeiler (Dorfstraße 25), Koppel, Feldsteinböschung (Dorfstraße 28) | BW              |

## Ehemalige Kulturdenkmale
| Objekt-ID | Lage                                         | Offizielle Bezeichnung   | Beschreibung | Bild |
| --------- | -------------------------------------------- | ------------------------ | --- | ---- |
| 34743     | Dorfstraße 26 (53° 27′ 11″ N, 10° 36′ 17″ O) | Hofanlage Meyer/Basedaus | Februar 2025 nicht mehr als Sachgesamtheit ausgewiesen; Hofanlage Meyer/Basedaus; seit 1719 als Hofstelle Meyer belegt, 1844 Übernahme Familie Basedaus, Gebäude weitgehend 19. Jahrhundert; Eckgrundstück mit Fachhallenhaus und gegenüberliegender Scheune; Vorgarten, zwei Hausbäume, Hofpflaster, Feldsteinmauer - Begründung: geschichtlich, städtebaulich, Kulturlandschaft prägend - Schutzumfang: Fachhallenhaus mit zwei Hausbäumen, Hofpflaster, Vorgarten, Scheune | BW   |

## Quelle
- Liste der Kulturdenkmale in Schleswig-Holstein – Herzogtum Lauenburg (PDF)

- Karte mit allen Koordinaten:
- OSM |
- WikiMap